# MÁV XXI
Die MÁV XXI war eine schmalspurige Dampflokomotive für die damalige Waldbahn Tereswatal, die als Schlepptenderlokomotive ausgebildet war.

## Geschichte
Nachdem mit der späteren MÁV-Reihe 387 1872 eine dreiachsige Dampflokomotive mit Schlepptender für 1000 mm Spurweite geliefert worden war, folgte 1886 mit der Werkstype 81 der Wiener Neustädter Lokomotivfabrik ein Typ für die Spurweite von 750 mm. Zwei Lokomotiven waren für die damalige Waldbahn Tereswatal bestimmt. Das ursprüngliche Projekt war eine Tenderlokomotive.
Außer diesen beiden Lokomotiven fertigte die Wiener Neustädter Lokomotivfabrik noch mehrere Lokomotiven unter der Werkstype 120 für eine Salzbahn im Komitat Máramaros (1891) sowie eine veränderte Bauform für die Lokalbahn Segesvár–Szentágota in Siebenbürgen. Die drei 1896 gefertigten Maschinen besaßen eine verlängerte bis an die Pufferbohle vorragende Rauchkammer ungarischer Bauart. Einheitliche äußere Merkmale waren: Außenrahmen, Hallsche Kurbeln in den Antrieben mit Stephenson-Außensteuerung sowie ein offener Führerstand.
Die Lokomotiven der Werkstype 81 waren von 1887 bis 1920 in Tereswa eingesetzt. In der Zeit um 1920 besetzte das rumänische Heer die Gegend um die Oblast Transkarpatien. Mit dessen Rückzug wurden die beiden Lokomotiven aus Tereswa mit abgezogen.
Alle in Rumänien bei der CFR verbliebenen Loks waren auf dem Schmalspurnetz von Sibiu eingesetzt.
Eine Lokomotive von der ehemaligen Salzbahn des Komitats Máramaros ist erhalten geblieben und steht unter ihrer CFR-Nummer 389-001 im Eisenbahnmuseum Sibiu. Eine Lokomotive der Werkstype 120 stand über viele Jahre als Denkmal im CFR-Depot Brașov und befindet sich seit ca. 2022 bei der Eisenbahnerschule SRTFC in Iași. Es handelt sich um die ehemalige 1-3554 der Căile Ferate Române (CFR).
Eine Lokomotive mit langer Rauchkammer ungarischer Bauart ist erhalten geblieben, die im Eisenbahnmuseum Sibiu stehende ehemalige CFR 388-002, die zuvor in Sighișoara an ihrer alten Stammstrecke abgestellt war.